# اشتات‌لون
شهر اشتات‌لون (به آلمانی: Stadtlohn) در ایالت نوردراین-وستفالن در کشور آلمان واقع شده‌است.

## نگارخانه

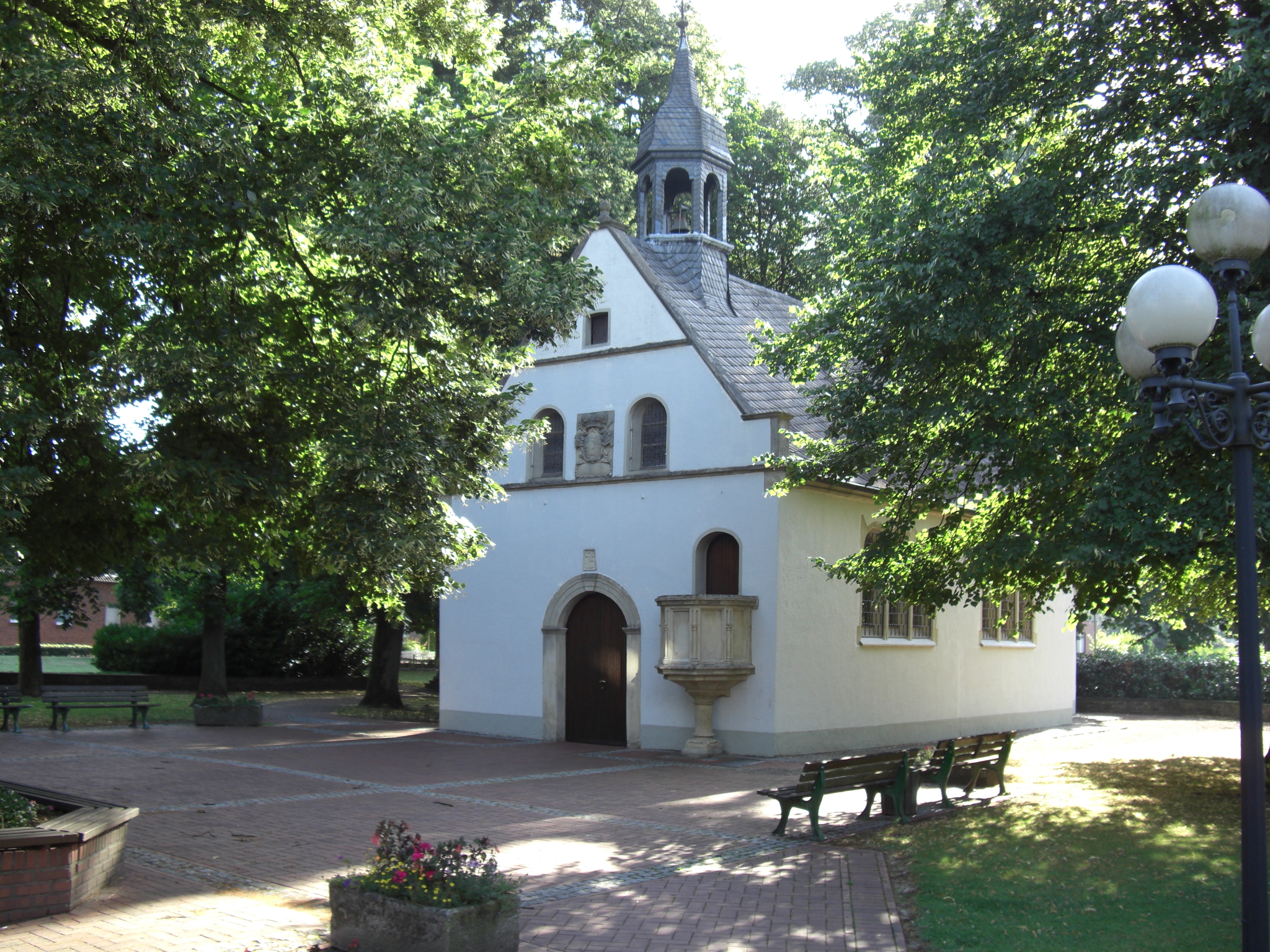
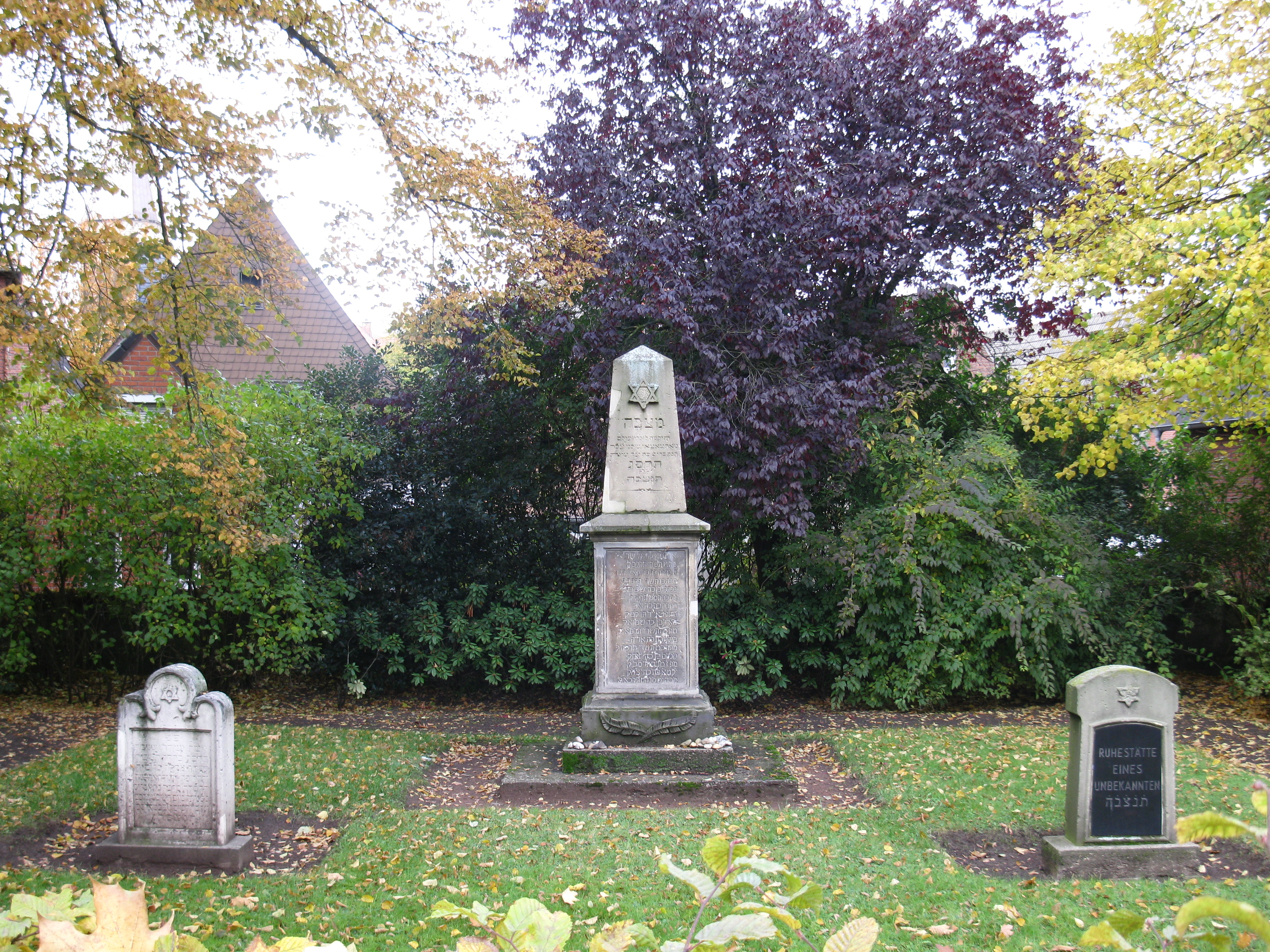
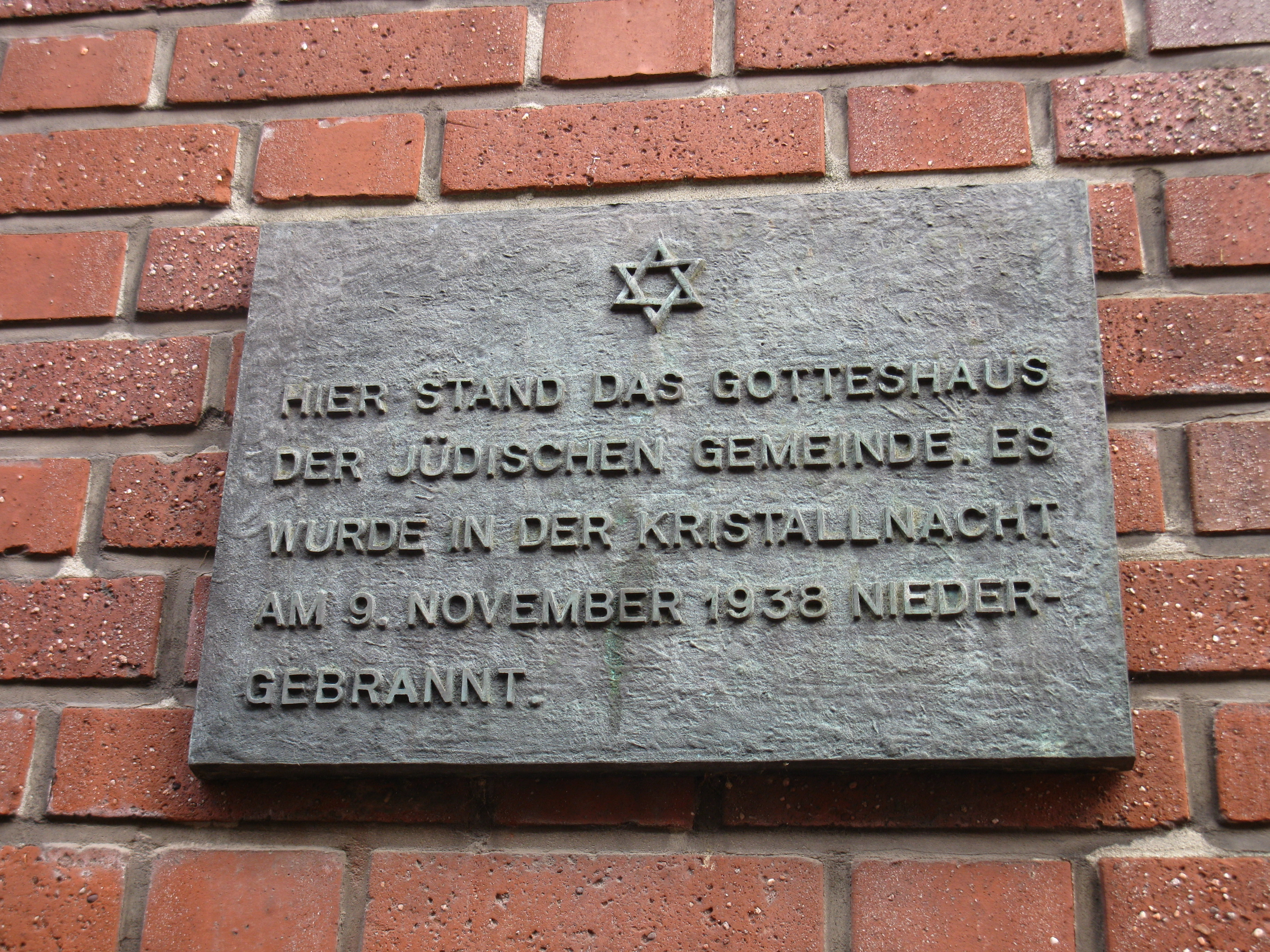
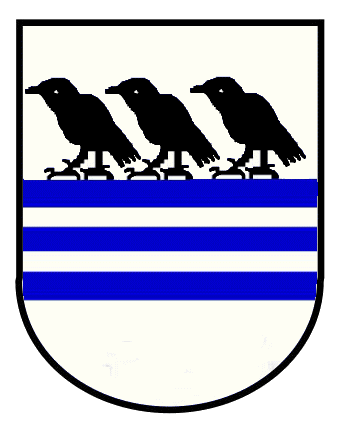